# Mario Bruschera
Mario Bruschera (Milano, 16 aprile 1887 – Milano, 23 febbraio 1968) è stato un ciclista su strada italiano.
Corse negli anni eroici del ciclismo, ottenendo diverse vittorie, ma la sua carriera fu interrotta dallo scoppio della prima guerra mondiale.

## Carriera
Corse con le maglie della Bianchi e dell'Atala. Al suo primo anno di attività, nel 1909, vinse la Coppa Val d'Olona, fu secondo ai Campionati italiani, alle spalle di Dario Beni e terzo nella Milano-Modena.
Nel 1910 si aggiudicò cinque vittorie, tre nella Roma-Napoli-Roma, dove si impose in entrambe le tappe e nella classifica generale, e due tappe nell'unica edizione della Ai mari, ai laghi, ai monti; inoltre fu secondo nella Coppa Val d'Olona e terzo al Giro di Romagna.
Nel 1911 vinse il Giro del Piemonte e l'anno successivo chiuse quinto al Giro di Romagna.

## Palmarès
- 1909 (Atala, una vittoria)

Coppa Val d'Olona
- 1910 (Atala & Bianchi, cinque vittorie)

1ª tappa Roma-Napoli-Roma (Roma > Napoli)
2ª tappa Roma-Napoli-Roma (Napoli > Roma)
Classifica generale Roma-Napoli-Roma
3ª tappa Ai mari, ai laghi, ai monti (Rimini > Montecatini Terme)
5ª tappa Ai mari, ai laghi, ai monti (Genova > Acqui)
- 1911 (Bianchi, una vittoria)

Giro del Piemonte
- 1912 (Bianchi, una vittoria)

Coppa San Giorgio

## Piazzamenti

### Classiche monumento
- Giro di Lombardia

1909: 50º